# Bosewitz
Bosewitz ist ein Ortsteil der Stadt Dohna im Landkreis Sächsische Schweiz-Osterzgebirge, Sachsen. Er gehört zur Ortschaft Röhrsdorf.

## Geographie
Bosewitz liegt zwei Kilometer nordwestlich der Dohnaer Altstadt. Es befindet sich auf der Hochfläche zwischen Müglitz im Osten und Lockwitzbach im Westen südlich des Elbtalkessels. Bosewitz liegt am Rietzschkebach, einem orografisch linken Nebenfluss der Müglitz. Der um Borthen und Röhrsdorf betriebene Obstbau prägt auch Bosewitz und sein unmittelbares Umland.
Angrenzende Dohnaer Ortsteile sind Gamig im Osten, Gorknitz im Süden sowie Röhrsdorf und Borthen im Westen. Nördlich benachbart ist der Heidenauer Stadtteil Wölkau. 
Bosewitz erstreckt sich entlang der Straße von Dohna über Gamig nach Borthen und Röhrsdorf. Von dieser Straße zweigt in Bosewitz eine Straße nach Süden über Gorknitz nach Sürßen ab. An dem Abzweig liegt der Dorfkern des lockeren Bauernweilers, entlang der Straßen entstanden östlich und südlich davon Kleinsiedlungen. Die Adresse aller Bosewitzer Häuser lautet wegen der geringen Größe des Ortes schlicht Bosewitz, ergänzt durch die jeweilige Hausnummer. An den ÖPNV ist Bosewitz durch die Buslinie B des Reisedienstes Dreßler angebunden, die im Ort eine Haltestelle hat.
Wegen des Flurnamens „Wüste Mark Blochwitz“ im Nordosten der Gemarkung Bosewitz vermuten Historiker, dass es sich dabei um eine Wüstung handelt, an der sich früher ein Dorf namens Blochwitz befand.

## Geschichte

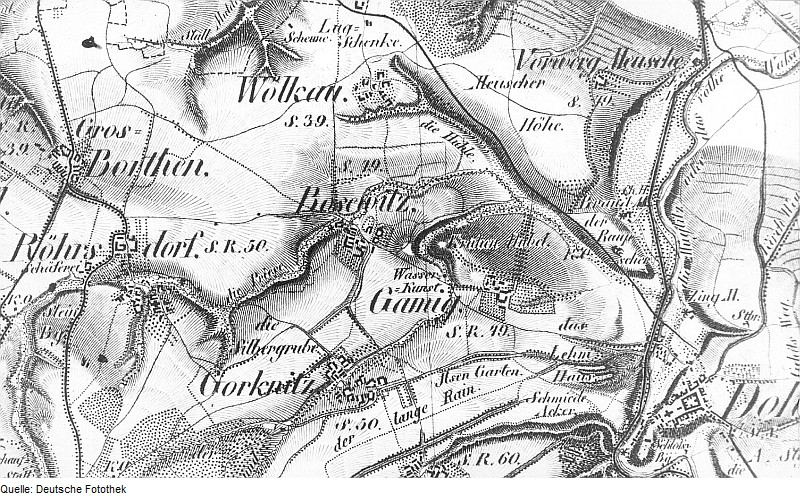
Bosewitz auf einer Karte aus dem 19. Jahrhundert

Die Urform des aus dem Altsorbischen stammenden Ortsnamen dürfte *Božovici gelautet haben. Der Ortsname Bosewitz geht auf „Bož(a)“, den Vornamen eines slawischen Lokators, zurück und bedeutet somit „Siedlung der Leute eines Bož(a)“. Erstmals erwähnt wurde der Ort 1288 als „Pozewitz“. In den folgenden Jahrhunderten waren zahlreiche weitere Schreibweisen in Gebrauch, darunter „Bozewicz“, „Bossewicz“ und „Bostlewicz“. Noch 1791 gab es nebeneinander die Formen „Bosewitz“ und „Posewitz“.
Bereits 1439 bestand in Bosewitz ein Vorwerk. Die Grundherrschaft im Ort übten die Besitzer des Rittergutes im nahen Gamig aus. Die Bauern bewirtschafteten im Jahr 1764 fünf Hufen Land; die Bosewitzer Blockflur war im Jahr 1842 rund 138 Hektar groß. Eingepfarrt war und ist der Ort nach Dohna in die Marienkirche. Die Verwaltung von Bosewitz oblag zunächst der Pflege Dohna, seit dem 16. Jahrhundert dem Amt Pirna und 1856 dann dem Gerichtsamt Pirna. Auf Grundlage der Landgemeindeordnung von 1838 erlangte Bosewitz Selbstständigkeit als Landgemeinde, zu der außerdem die Ortsteile Gamig und Meuscha zählten. Das nordöstlich von Bosewitz gelegene Einzelgut Meuscha wurde jedoch schon wenige Jahre später aufgegeben. Die Landgemeinde Bosewitz war 1874 Teil der Amtshauptmannschaft Pirna. Am 1. Juli 1950 wurde Bosewitz nach Gorknitz eingemeindet und zählte mit diesem ab 1952 zum Kreis Pirna. Am 1. Januar 1993 fusionierte die Gemeinde Gorknitz mit Borthen und Röhrsdorf zur neuen Gemeinde Röhrsdorf. Seit deren Eingemeindung in die Stadt Dohna am 1. Januar 1999 gehört Bosewitz zu Dohna.

## Einwohnerentwicklung
| Jahr | Einwohner                               |
| ---- | --------------------------------------- |
| 1609 | 6 besessene Mann, 3 Häusler, 3 Inwohner |
| 1764 | 8 besessene Mann                        |
| 1834 | 152                                     |
| 1871 | 131                                     |
| 1890 | 143                                     |
| 1910 | 168                                     |
| 1925 | 222                                     |
| 1939 | 181                                     |
| 1946 | 222                                     |
| 1950 | siehe Gorknitz                          |